# (694) Ekard
(694) Ekard ist ein Asteroid des Hauptgürtels, der am 7. November 1909 vom US-amerikanischen Astronomen Joel H. Metcalf in Taunton entdeckt wurde.
Der Asteroid ist nach der US-amerikanischen Drake University benannt (rückwärts geschrieben).